# Бриенц
Бриѐнц (на немски: Brienz) е курортен град в Западна Швейцария, кантон Берн. Разположен е на северния бряг на езерото Бриенцерзее на около 80 km на югоизток от столицата Берн. Първите сведения за града като населено място датират от 1146 г. Има жп гара. Населението му е 2996 души по данни от преброяването през 2008 г.

## Побратимени градове
- Бриенц, село в кантон Граубюнден, Швейцария
- Трявна, България
- Шимада, Япония